# Миронов Сергій Сергійович
Сергíй Сергíйович Мирóнов (нар. 21 травня 1987, Київ — пом. 16 листопада 2022, неподалік міста Бахмут, Донецька область) — український письменник, історик, краєзнавець, реставратор, військовий ЗСУ. Відомий своїм блогом у соцмережі Instagram Vanishing Kiev та як учасник російсько-української війни.

## Життєпис
Сергій Миронов народився 21 травня 1987 року у місті Києві. Його предками були переважно військовослужбовці та культурні діячі. Батько, Сергій Миронов. Мати, Оглобліна Ніна, відома акторка. Вітчим, Оглоблін Тарас, режисер, музикант та актор, син відомого режисера Оглобліна Володимира Миколайовича. Сестра, Оглобліна Варвара, акторка та фігуристка.
Сергій зростав у творчій атмосфері, був допитливим та всебічно обдарованим хлопчиком. Батьки всіляко підтримували інтерес хлопця до футболу. Однак, попри успіхи та здобутий титул чемпіону України юнаків з міні-футболу, Сергій все ж обирає інший шлях. Навчаючись в школі № 303 він захоплюється англійською мовою та згодом відвідує Лондон та інші міста Великобританії як студент міжнародних програм в Єльському університеті. У власних спогадах часто згадував цю іноземну подорож, як ту, що істотно вплинула на формування його світобачення, відкривши йому світ Старої Європи, її багате культурне надбання та відповідальне ставлення європейців до власної спадщини.
Згодом вступає до Плеханівської академії в Москві, яку закінчує у 2008 році, з відзнакою захистивши диплом економіста-міжнародника. Після випуску повертається до Києва де розуміє, що здобута професія його не цікавить. Натомість поглиблює свої знання в історії та культурології, продовжує вивчати іноземні мови, цікавиться військовою історією.
З 2009 по 2012 рік, досконало опанувавши англійську та німецьку, займається перекладами підручників та наукових статей.
У 2012 році вступає до Ванкуверського коледжу Лангара, де закінчує екологічний факультет. Подорожуючи Північною Америкою Сергій починає писати і відтоді не розлучається з записником. Саме в Канаді був написаний перший художній твір Сергія.

### Літературна діяльність
З дитинства Сергій був оточений книжками: в родині багато читали. Серед улюблених письменників — Джером Селінджер, Конан Дойл, Джон Стейнбек. Особливе місце для нього займали письменники Першої та Другої світових воєн — Джон Мак-Крей, Ґеорґ Гайм, Еріх Марія Ремарк.
До повномасштабного вторгнення Росії до України письменництво було чи не найголовнішою пристрастю Сергія. Він писав майже весь вільний час, часто сидячи до ранку. Свої твори записував у блокнот. Сергій захоплювався історією Києва та збирав інформацію з всіляких джерел. Легко знаходячи спільну мову практично з будь-ким, Сергій дізнавався історії від киян різного статку та професій, розмовляв з безхатьками, двірниками, продавчинями, художниками, акторами, власниками антикварних магазинів, простими жителями старих будинків про їхні спогади, місто минулих часів. Ці розмови часто лягали в основу його оповідань, опублікованих у його книгах, де Київ фактично є головним героєм, резонуючим з особистими переживаннями автора та інших персонажів.  
Сергій Миронов є автором книг:
С.Миронов «По мотивам того, чего не было»(рос.)
С.Миронов «Когда в городе становится тихо»(рос.)
С.Миронов «Независимости площадь»(рос.)
Велика кількість творів Сергія поки не опублікована.

### Реставраційна діяльність та блог
У 2018 році Сергій створив блог Vanishing Kiev, який став популярним серед шанувальників старовини.
Спочатку в блозі висвітлювались архітектурні та історичні артефакти київських будівель кінця XIX — початку ХХ ст., а згодом і історії містян, записані Сергієм.
Із захопленням історією Києва розпочалась просвітницька діяльність, а також реставрація елементів київської архітектури. Сергій організовував лекції та майстер-класи на різні теми в сфері досліджень старовини та реставрації, розповідав про свої дослідження та охоче ділився порадами стосовно збереження автентики.
Завдяки блогу армія однодумців швидко зросла, вдалось набрати волонтерів на перші реставраційні роботи. Деякі з дверей та фрамуг, відреставрованих Сергієм в Києві:
- Велика Житомирська, 17/2

- Липинського, 9

- Паньківська,10

- Паньківська, 25

- Спаська, 21-23

- Стрілецька, 7/6

- Толстого, 23/1

- Тургенєвська, 77

- Тургенєвська, 79

Відомий Сергій також і своїми екскурсіями, які він називав «прогулянками». Серед інших такі прогулянки вирізняла відсутність перевантаженням довідковою інформацією слухачів, натомість ухил на емпіричний досвід, який включав у себе відвідання інтер'єрів старих будинків, дослідження артефактів, а також елементи міської археології і мудларку, під час якого відвідувачі мали змогу доторкнутись до знайдених ними цінних предметів старовини, дізнавались про побут та технології тих часів.
В 2021 році Сергій закінчує Таврійський університет ім. Вернадського, захистивши диплом магістра історії.

### Російсько-українська війна
Сергій завжди був в авангарді історичних подій, намагався історію не тільки вивчати, але і бути її безпосереднім учасником. У 2014 році був у лавах активістів Революції гідності на Майдані, де був тяжко поранений у стегно.
З перших днів повномасштабного вторгнення Росії до України Сергій не залишився осторонь та пішов добровольцем у ТРО ЗСУ у 241 бригаду, 243 батальйон, 3 роту і був призначений на посаду головного сержанта, який виконує обов'язки командира взводу.
Декілька місяців проходив військову підготовку в навчальних центрах ЗСУ, паралельно займаючись волонтерською діяльністю та забезпечуючи побратимів усім необхідним. Був активним учасником звільнення Київщини, надавав гуманітарну допомогу в Ірпені, Іванкові, Гостомелі після їхньої деокупації, також допомогав покинутим тваринам, яких дуже любив.
Увесь цей час Сергій вів паперовий військовий щоденник, в який записував побачене та пережите, а також свій блог, куди потрапляли як і уривки щоденникових записів, так і окремі думки. Деякі читачі неодноразово називали Сергія «українським Ремарком» за його гуманістичні, просякнуті антимілітаризмом нариси та реалістичний погляд на війну.  
В жовтні його підрозділ вирушив у зону бойових дій під Бахмут.
11 листопада 2022 року групі Сергія було поставлене вкрай ризиковане завдання. Сергій вирішив піти самостійно, щоб вберегти особовий склад, проте з ним зголосились піти декілька чоловік. Пізніше, їх розвідувальна група потрапила під вороже авіабомбардування, внаслідок якого Сергій отримав важке поранення та, не приходячи в свідомість, відійшов у засвіти 16 листопада у військовому госпіталі ім. Мечникова у місті Дніпрі.

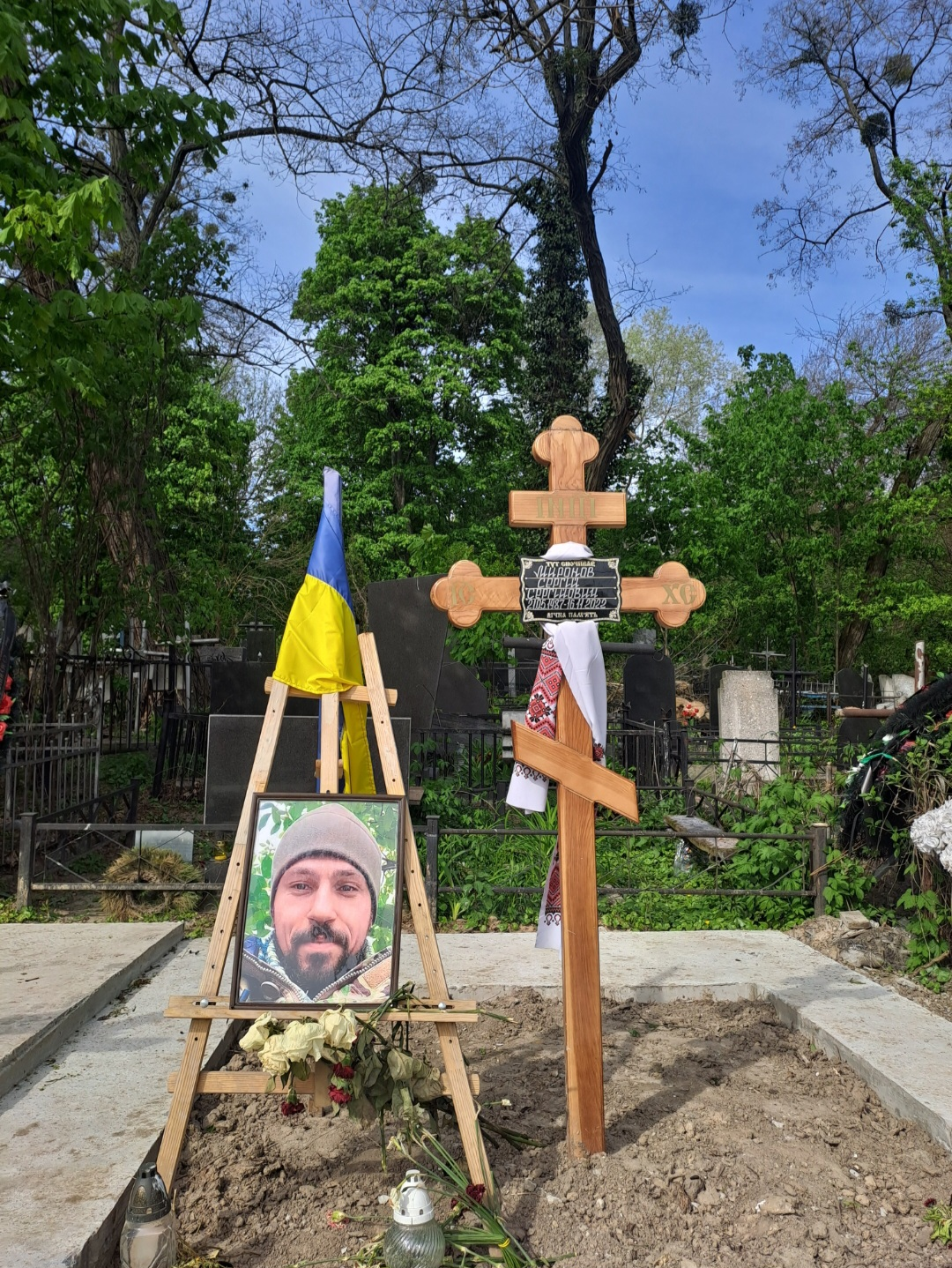
Могила Сергія Миронова, Байкове кладовище (ділянка 27а), Київ

Відспівування відбулось 23 листопада у Михайлівському соборі, а пізніше, під час похорону відбувся п'ятий масований обстріл, який спричинив тривалий блекаут. Похований Сергій Миронов на Байковому кладовищі (ділянка 27а) міста Києва.

## Вшанування пам'яті
21 листопада 2022 року військовий лікар 243 батальйону Сергій Слабінський зареєстрував електронну петицію до КМДА про перейменування однієї з київських вулиць на честь Сергія, яка набрала необхідні 6000 голосів.
24 грудня 2022 року відбувся вечір пам'яті Сергія та експозиція деяких його літературних робіт.
7-ого квітня 2023 року розпочалось голосування за перейменування вулиці Салтикова-Щедріна в Печерському районі міста Києва в якій взяли участь 27144 голосів. За результатами голосування Сергій Миронов отримав 34 % голосів, випередивши Дмитра Донцова на 3 %.
Планується видання та переклад на іноземні мови оповідань та військового щоденника Сергія Миронова, а також музейні експозиції.